# Municipio de Herring (Carolina del Norte)
El municipio de Herring (en inglés: Herring Township) es un municipio ubicado en el  condado de Sampson en el estado estadounidense de Carolina del Norte. En el año 2010 tenía una población de 1.876 habitantes.

## Geografía
El municipio de Herring se encuentra ubicado en las coordenadas 35°7′31.63″N 78°25′49.01″O / 35.1254528, -78.4302806.